# Juan Pío Manzano
Juan Pío Manzano Fajardo (1817 - 8 de mayo de 1901) fue un médico y político mexicano, nacido en Valladolid, Yucatán y muerto en la misma ciudad. Fue gobernador interino de Yucatán de 1889 a 1890, al fallecer el gobernador Guillermo Palomino y siendo él designado por el Congreso de Yucatán al corresponderle el cargo, ya que era vicegobernador de Yucatán.

## Datos históricos
Fue parte del primer grupo de alumnos que estudió en la Escuela de Medicina de Mérida, Yucatán, al ser fundada en 1833 por el doctor Ignacio Vado Lugo quien fue su maestro.
En 1856, siendo presidente de México Ignacio Comonfort, fue elegido diputado constituyente (Constitución de 1857), suplente (Benito Quijano fue el diputado propietario), por el estado de Yucatán.
En 1885, siendo presidente de la república Porfirio Díaz, Juan Pío Manzano integró una fórmula electoral con Guillermo Palomino para la gubernatura de Yucatán, resultando electos para el periodo 1886 - 1890. Al morir Palomino en mayo de 1889 Manzano ocupó el cargo interinamente hasta el fin del periodo para el que habían sido elegidos.
Murió en la ciudad de Valladolid a los 84 años.